# Kočevske Poljane
Kočevske Poljane – wieś w Słowenii, w gminie Dolenjske Toplice. W 2018 roku liczyła 82 mieszkańców.